# 井垵吳府殿
井垵吳府殿，俗稱井仔垵吳府殿，台灣澎湖縣廟宇，位於馬公市井垵里，主祀吳府王爺（吳潛），副祀土地公，創建年份不詳。法師流派為「閭山派」。:60–62

## 沿革
「井垵」在清領時期和日治時期皆稱「井仔垵」，在二戰後因行政區劃調整，和南鄰的嵵裡里合併，作「嵵垵里」，現又獨立，作「井垵里」。約莫明末清初之際，便陸續有移民遷入「井仔垵」，井垵吳府殿最初僅供奉土地公，乃因千歲降靈指示，相傳於南明永曆28年（1674年）才另起建小廟，但外貌十分簡陋。
雍正初年、同治年間，井垵吳府殿皆有整建紀錄，同治四年（1865年）甚至增祀邱、朱、柳三府千歲供奉；日治時期亦有擴建，惟廟舍面積皆不大。二戰結束之後，井垵吳府殿在民國50年（1961年）、民國71年（1982年）間進行重修，民國71年（1982年）9月7日動工，該次重建由陳金盛設計，原址擴建於井垵漁港南側，廟身坐東朝西，並於民國73年（1984年）8月竣工。民國75年（1986年），韋恩颱風侵襲澎湖，井垵吳府殿屋頂因而損壞，又曾於民國77年（1988年）修建過。
民國105年（2016年），井垵旅外鄉親陳璋柱發起重修，並獲得丙申鄉佬蔡文凱、歐銘利和陳在筆等支持，同年成立籌備委員會，並於翌年（2017年）農曆十二月初四出火，歷時兩年工程，順利於民國109年（2020年）農曆五月初七入火，廟身更易為坐北朝南，總計耗資新台幣1220萬元整。

## 吳府千歲疑義
井垵吳府殿主祀「吳府千歲」，供奉金身原型卻非五府千歲中常見的「吳孝寬」。
根據吳府殿廟中碑記記載，井垵吳府殿所供奉的吳府千歲本尊作「吳潛」。吳潛乃浙江省嘉興縣人，南明將領，隨鄭成功佔領澎湖後，便負責駐守西嶼頭（即今西嶼鄉外垵村，今西嶼西臺一帶）。南明永曆37年（1683年）間，不敵施琅率領的清軍，後自刎而亡，獲天庭勅封為神。廟中碑文另有康熙13年（1674年）間，吳府千歲和金府千歲降臨井垵，指示鄉民蓋小廟奉祀的記載。
不過，若關於1674年建廟記載屬實，吳府千歲即為「吳潛」上天庭之化身，因清軍施琅與明鄭劉國軒的澎湖海戰發生於公元1683年，故「吳潛」自裁赴死年份不可能早於1683年，遂殆無於1674年間同時和金府千歲顯靈降旨蓋廟之可能。

## 圖輯

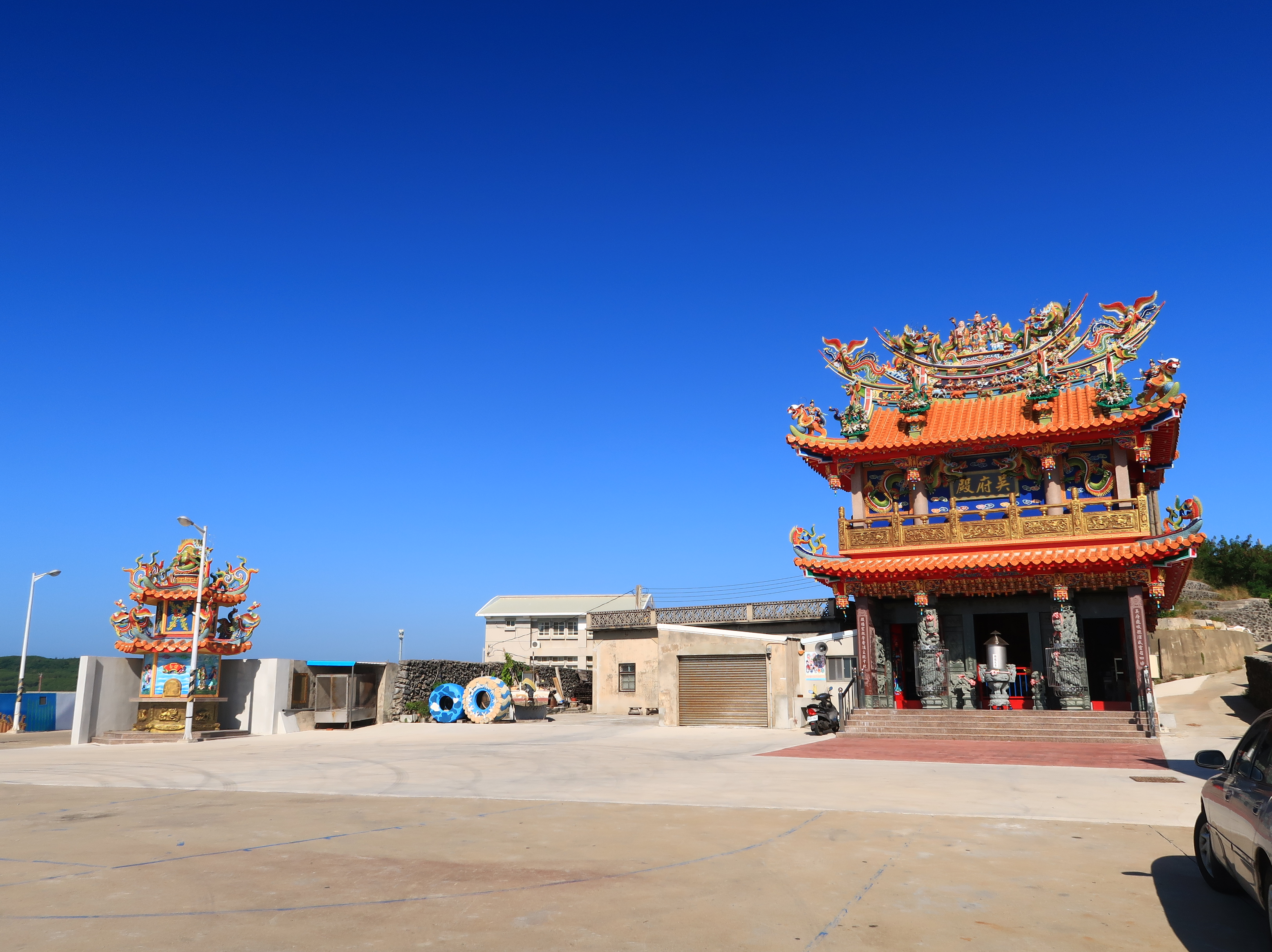
立面、金爐
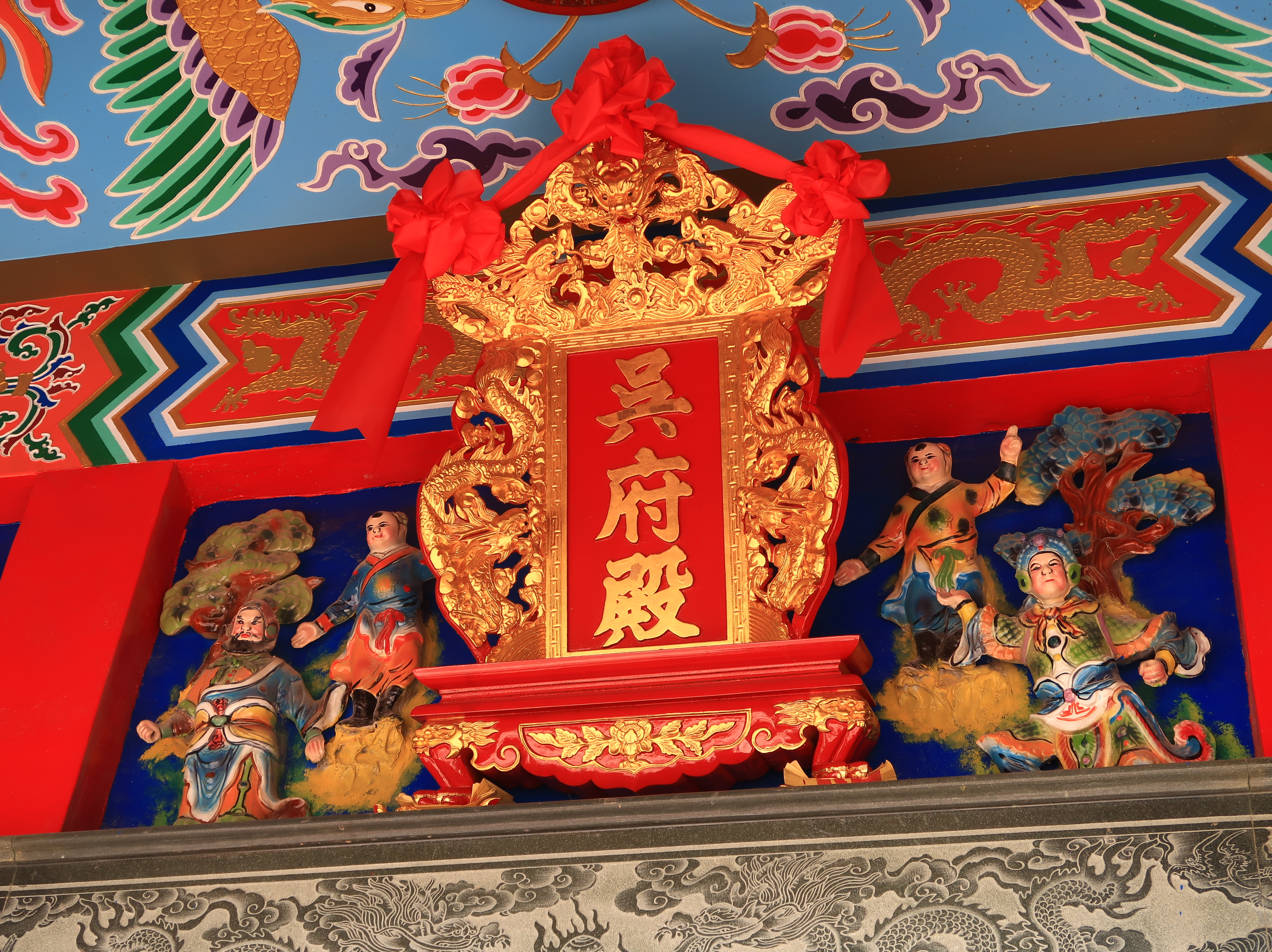
聖旨牌
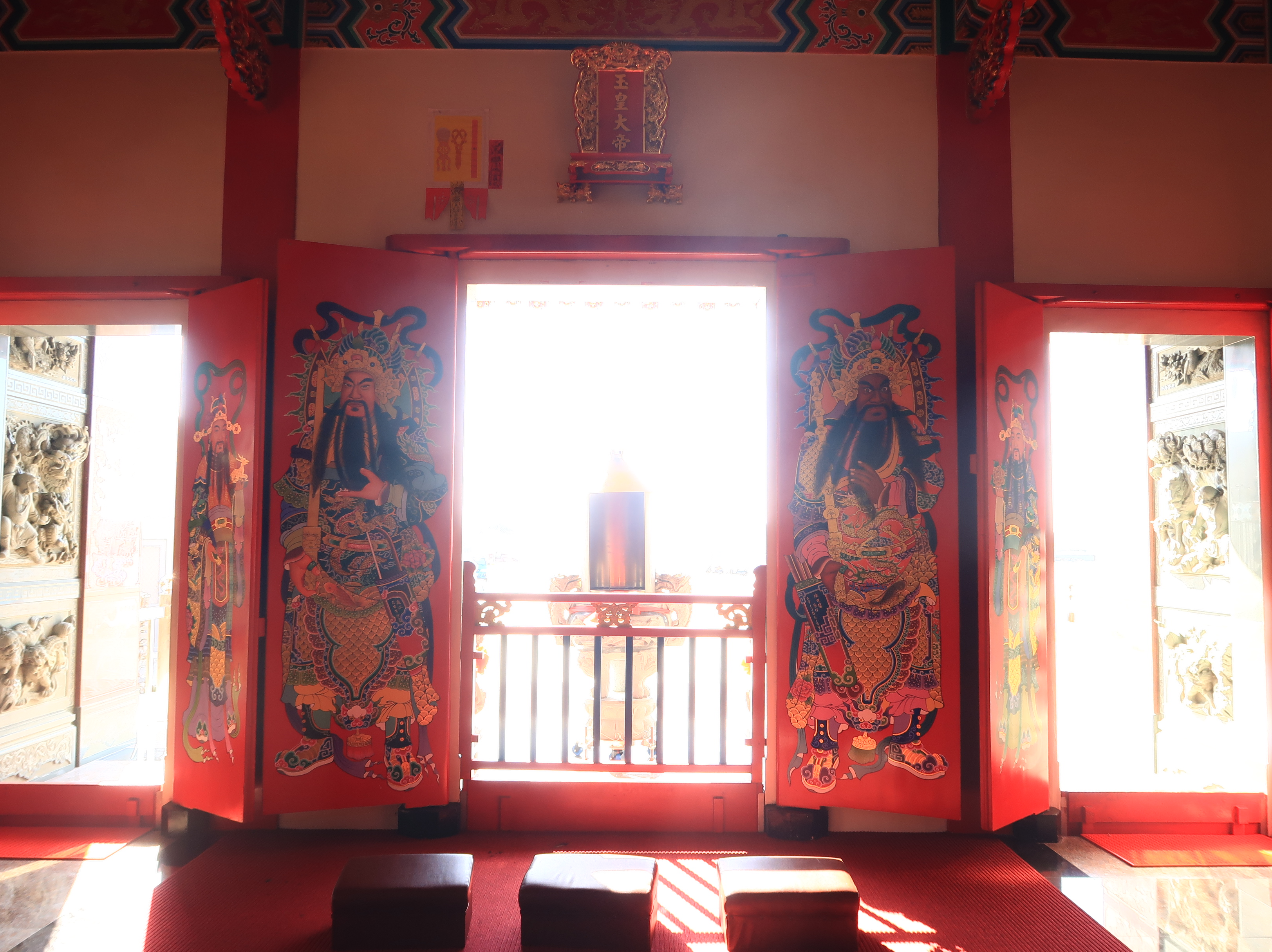
門神彩繪
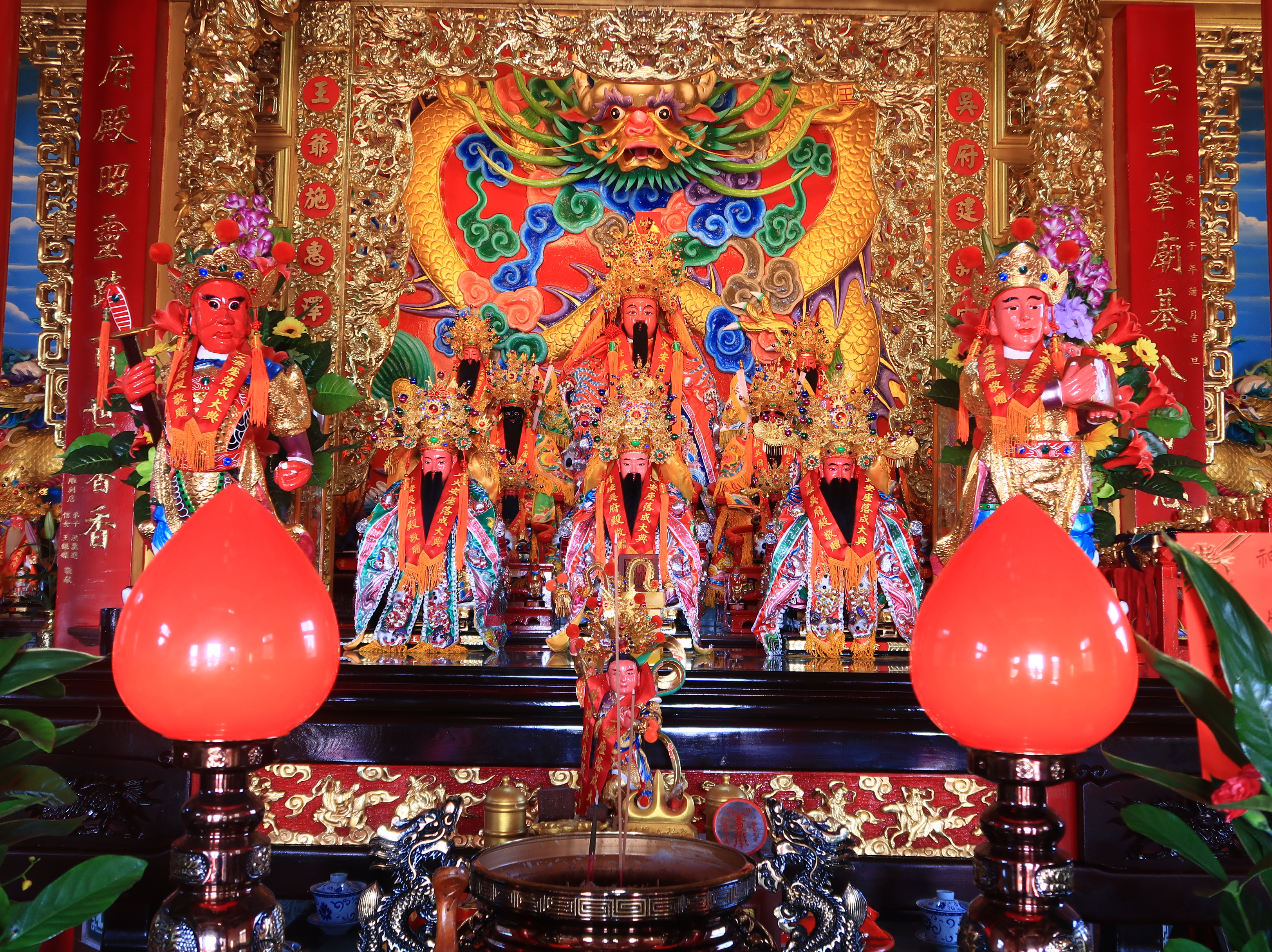
吳府王爺與諸神像
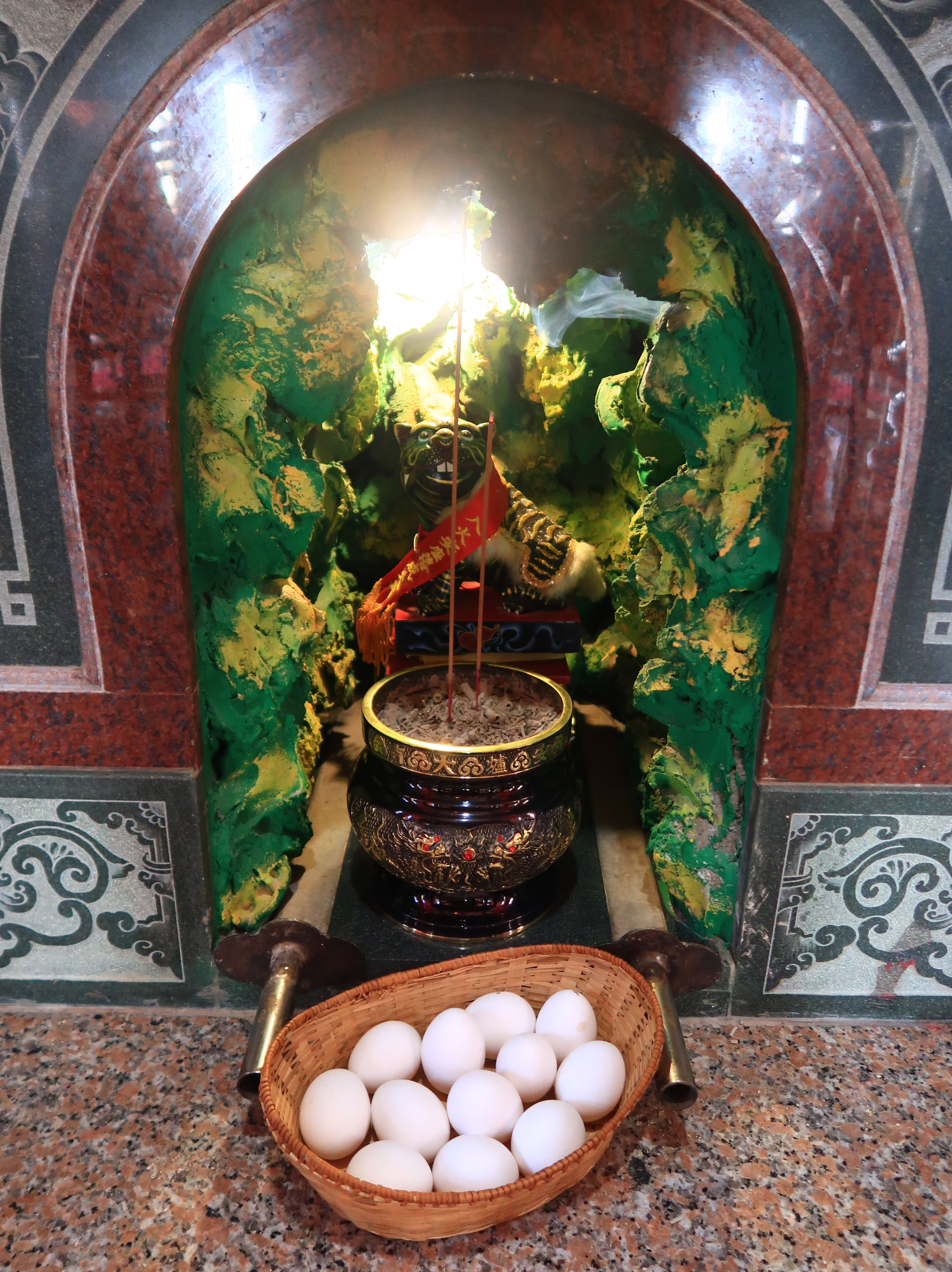
虎爺像
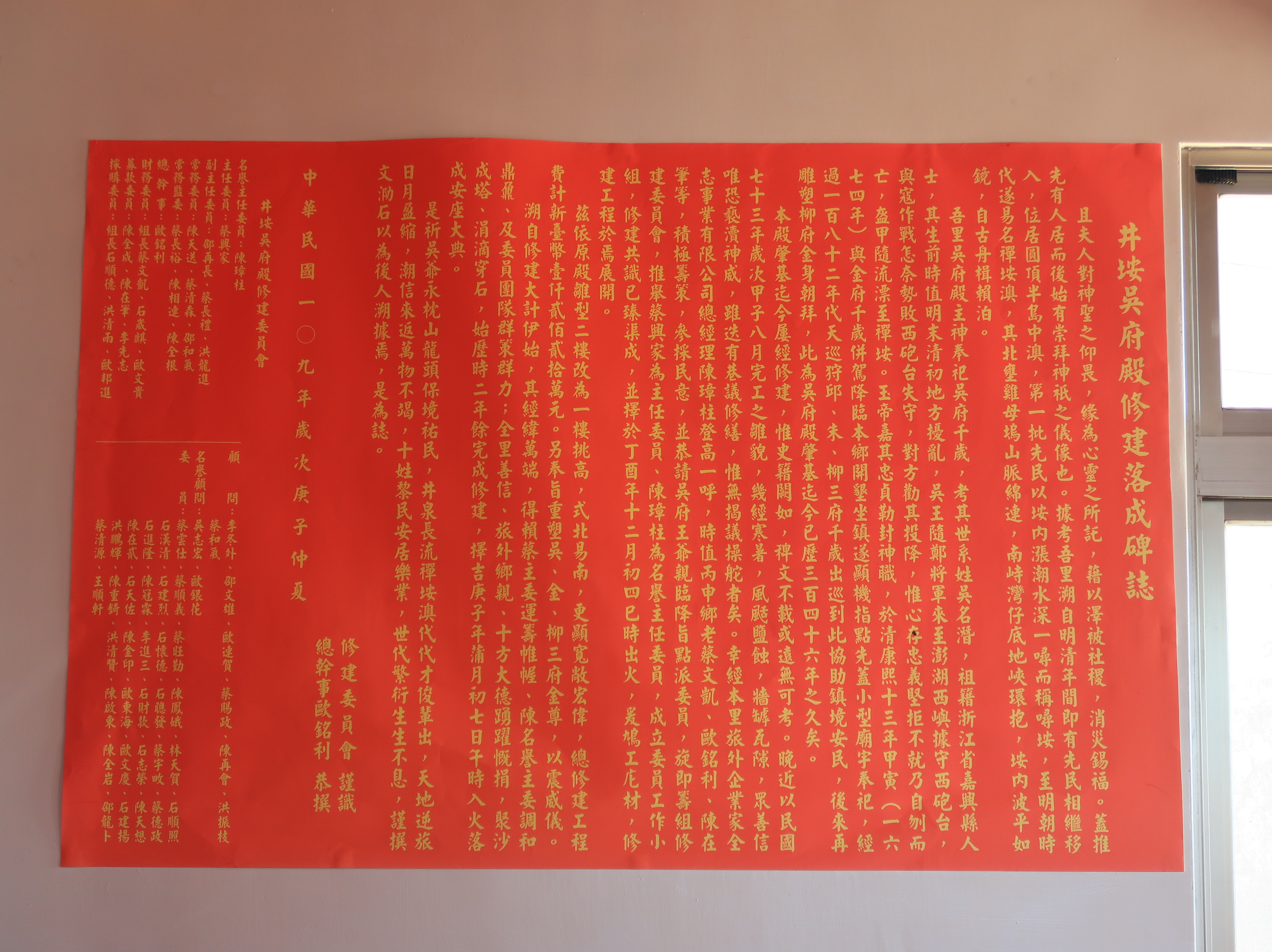
修建落成碑誌